# 8402-es mellékút (Magyarország)
A 8402-es számú mellékút egy bő 23 kilométer hosszú, négy számjegyű mellékút Veszprém vármegyében; Devecser és Pápa térségét kapcsolja össze egymással és a köztük fekvő kisebb településekkel.

## Nyomvonala
Devecser belterületének északi szélén ágazik ki a 8-as főútból, annak a 92+200-as kilométerszelvénye közelében, észak felé; ellenkező irányban ugyanott indul a város központja, majd onnan tovább Sümeg térsége felé a 7324-es út. 2,6 kilométer után lépi át Borszörcsök határát, de a település lakott területét messze elkerüli, a központtól mintegy 3 kilométerre keletre húzódik és közúti kapcsolata sincs vele. A 4. kilométerénél ki is lép a falu területéről és Noszlop határai közt folytatódik.
Noszlop lakott területét – Nagybogdány településrész déli szélét – a 6. kilométerénél éri el, közvetlenül előtte még kiágazik belőle délnyugat felé a 84 104-es számú mellékút a lényegében zsáktelepülésnek tekinthető Oroszi központja felé, habár onnan vezet tovább út Doba felé. A belterület első keleti irányú elágazásánál, az Alkotmány utcára rákanyarodva érhető el a község Kisbogdány nevű településrésze. A 8402-es út Nagybogdány házai között a Szabadság út nevet viseli, majd amikor szinte észrevétlenül eléri Noszlop központjának déli részét, ott a Sport utca nevet veszi fel. A központban, kicsivel a 8. kilométere után keresztezi a 8401-es utat, amely Ajka és Dabrony közt húzódva itt a 9. kilométere táján jár. A két mellékútnak itt egy észrevétlenül rövid közös szakasza van, majd a 8402-es innen északkeleti irányban folytatódik, Dózsa György utca néven (ezalatt elhalad a község templomai előtt), és mintegy 600 méterrel ezután elhagyja Noszlop belterületét.
A 10+150-es kilométerszelvénye táján lép a következő település, Bakonypölöske területére, a falu első házait majdnem pontosan a 11. kilométerénél éri el, a Petőfi Sándor utca nevet felvéve. 12,8 kilométer után lép ki a belterületről és rögtön el is hagyja a községet, onnan már Kup határai között folytatódik, észak-északnyugati irányban. 16,7 kilométer után éri el e települést, melynek keleti felén húzódik végig, egy időre keletnek fordulva, de bő fél kilométer után újra északabbi irányt vesz, kilép a belterületről, a 17+850-es kilométerszelvénye táján pedig annak határát is maga mögött hagyja.
Pápakovácsi területén folytatódik, annak első házait kicsivel a 19. kilométere után éri el, de közvetlenül előtte még kiágazik belőle délkelet felé a 8409-es út, Döbrönte irányába. Innen Devecseri utca néven húzódik a faluközpont nyugati szélén, és hamarosan egy újabb elágazása következik: a 84 109-es út csatlakozik hozzá, amely a Pápához tartozó Kéttornyúlak déli részén indul és Nórápon át húzódik idáig, utóbbi község egyedüli közúti elérését biztosítva. Pápakovácsi északi részén a 8402-es a Pápai utca nevet veszi fel, és kicsivel ezután ki is lép a belterületről.
21,8 kilométer után éri el az út Pápa déli határszélét, ott egy darabig még a határvonalat kíséri, és mintegy 22,4 kilométer után lép teljesen a város területére. Lakott területeket lényegében nem érint, kevéssel a belterület déli szélének elérése előtt véget ér, beletorkollva a 83-as főút 23. kilométere táján lévő körforgalomba, a központot délről elkerülő szakaszon. Ez utóbbi forgalomba helyezése előtt még mintegy fél kilométerrel tovább húzódott északnak, Kovácsi út néven, és a főút belvároson átvezető, régi nyomvonalába, a Külső Veszprémi útba becsatlakozva ért véget; ma ez a szakasz már önkormányzati útnak minősül.
Teljes hossza, az országos közutak térképes nyilvántartását szolgáló kira.gov.hu adatbázisa szerint 23,380 kilométer.

## Települések az út mentén
- Devecser
- (Borszörcsök)
- Noszlop
- Bakonypölöske
- Kup
- Pápakovácsi
- Pápa